# Anne Benoit (informaticienne)
 (juillet 2025).
 (juillet 2025).
Motif : absence de sources secondaires centrées sur la personne, indépendantes et pérennes. Absence de données basique sur la biographie. Fiche signalétique sans analyse encyclopédique
- Archive Wikiwix
- Bing
- Cairn
- DuckDuckGo
- E. Universalis
- Gallica
- Google
- G. Books
- G. News
- G. Scholar
- Persée
- Qwant
- (zh) Baidu
- (ru) Yandex
- (wd) trouver des œuvres sur Wikidata

| 1. | Préciser le motif de la pose du bandeau. | Précisez le motif de la pose du bandeau en utilisant la syntaxe suivante : {{admissibilité à vérifier\|date=août 2025\|motif=remplacez ce texte par le motif}}                                     |
| 2. | Informer les utilisateurs concernés.     | Pensez à avertir le créateur de l'article, par exemple, en insérant le code ci-dessous sur sa page de discussion : {{subst:avertissement admissibilité à vérifier\|Anne Benoit (informaticienne)}} |

Anne Benoit est une informaticienne qui travaille à l'ENS de Lyon et au laboratoire de l'informatique du parallélisme (LIP). Elle est spécialiste en calcul parallèle et ordonnancement. Elle est membre de l'institut universitaire de France à deux reprises : de 2009 à 2014, puis de 2023 à 2028,.